# Marigné
Marigné és un municipi francès situat al departament de Maine i Loira i a la regió de País del Loira. L'any 2007 tenia 616 habitants.

## Demografia

### Població
El 2007 la població de fet de Marigné era de 616 persones. Hi havia 229 famílies de les quals 48 eren unipersonals (28 homes vivint sols i 20 dones vivint soles), 71 parelles sense fills, 98 parelles amb fills i 12 famílies monoparentals amb fills.
La població ha evolucionat segons el següent gràfic:
Habitants censats

### Habitatges
El 2007 hi havia 276 habitatges, 232 eren l'habitatge principal de la família, 23 eren segones residències i 21 estaven desocupats. 267 eren cases i 6 eren apartaments. Dels 232 habitatges principals, 175 estaven ocupats pels seus propietaris, 53 estaven llogats i ocupats pels llogaters i 4 estaven cedits a títol gratuït; 12 tenien dues cambres, 34 en tenien tres, 49 en tenien quatre i 137 en tenien cinc o més. 183 habitatges disposaven pel capbaix d'una plaça de pàrquing. A 90 habitatges hi havia un automòbil i a 120 n'hi havia dos o més.

### Piràmide de població
La piràmide de població per edats i sexe el 2009 era:
| Homes | Edats   | Dones |
| ----- | ------- | ----- |
| 0     | 95 o +  | 0     |
| 0     | 90 a 94 | 4     |
| 0     | 85 a 89 | 8     |
| 0     | 80 a 84 | 4     |
| 12    | 75 a 79 | 0     |
| 20    | 70 a 74 | 16    |
| 8     | 65 a 69 | 12    |
| 4     | 60 a 64 | 20    |
| 28    | 55 a 59 | 12    |
| 28    | 50 a 54 | 8     |
| 24    | 45 a 49 | 28    |
| 28    | 40 a 44 | 24    |
| 4     | 35 a 39 | 20    |
| 8     | 30 a 34 | 16    |
| 8     | 25 a 29 | 4     |
| 32    | 20 a 24 | 12    |
| 32    | 15 a 19 | 8     |
| 20    | 10 a 14 | 24    |
| 24    | 5 a 9   | 24    |
| 4     | 0 a 4   | 8     |

## Economia
El 2007 la població en edat de treballar era de 384 persones, 293 eren actives i 91 eren inactives. De les 293 persones actives 278 estaven ocupades (162 homes i 116 dones) i 15 estaven aturades (6 homes i 9 dones). De les 91 persones inactives 46 estaven jubilades, 25 estaven estudiant i 20 estaven classificades com a «altres inactius».

### Ingressos
El 2009 a Marigné hi havia 239 unitats fiscals que integraven 644 persones, la mediana anual d'ingressos fiscals per persona era de 16.579 €.

### Activitats econòmiques
Dels 20 establiments que hi havia el 2007, 1 era d'una empresa alimentària, 1 d'una empresa de fabricació d'altres productes industrials, 6 d'empreses de construcció, 5 d'empreses de comerç i reparació d'automòbils, 1 d'una empresa d'hostatgeria i restauració, 1 d'una empresa d'informació i comunicació, 1 d'una empresa financera, 2 d'empreses immobiliàries i 2 d'empreses de serveis.
Dels 6 establiments de servei als particulars que hi havia el 2009, 1 era un taller de reparació d'automòbils i de material agrícola, 1 paleta, 1 guixaire pintor, 1 fusteria, 1 lampisteria i 1 electricista.
Dels 2 establiments comercials que hi havia el 2009, 1 era una botiga de menys de 120 m² i 1 una fleca.
L'any 2000 a Marigné hi havia 39 explotacions agrícoles que ocupaven un total de 2.072 hectàrees.

## Equipaments sanitaris i escolars
El 2009 hi havia una escola elemental integrada dins d'un grup escolar amb les comunes properes formant una escola dispersa.

## Poblacions properes
El següent diagrama mostra les poblacions més properes.